# Libanon-hegy kormányzóság

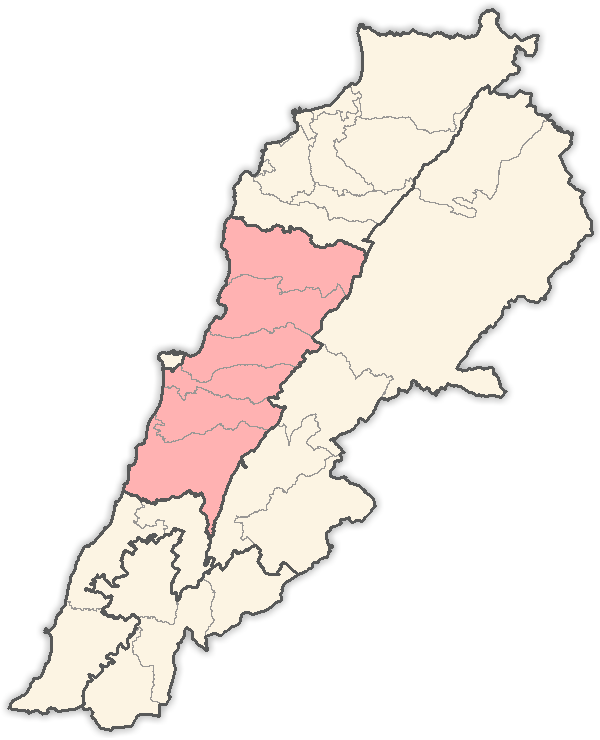
Libanon-hegy kormányzóság elhelyezkedése Libanonon belül

Libanon-hegy kormányzóság (arabul محافظة جبل لبنان [Muḥāfaẓat Ǧabal Lubnān]) Libanon hat kormányzóságának egyike. Az ország nyugati részén fekszik. Északon Észak kormányzóság, keleten Bekaa kormányzóság, délen Dél kormányzóság, nyugaton pedig a Földközi-tenger határolja, amitől középtájon elválasztja a kormányzósági státuszú főváros, Bejrút. Székhelye Baabda városa. Népessége a 2007-es adatok szerint 1 026 514 fő (az összlakosság 39,5%-a).

## Közigazgatási beosztása
Területe hat körzetre (kadá) oszlik (Álija, Baabda, Büblosz (Dzsubajl), Kiszraván, Matn, Súf).